# يقطوم غدي
يقطوم غدي (الاسم العلمي: Telephium glandulosum) هي نوع نباتي يتبع جنس اليقطوم من فصيلة القرنفلية.